# Kenjirō Morinaga
Kenjirō Morinaga (森永健次郎, Morinaga Kenjirō), né le 23 août 1909 à Taku et mort le 11 février 1994, est un réalisateur japonais.

## Biographie
Kenjirō Morinaga a réalisé soixante-six films entre 1936 et 1975.

## Filmographie

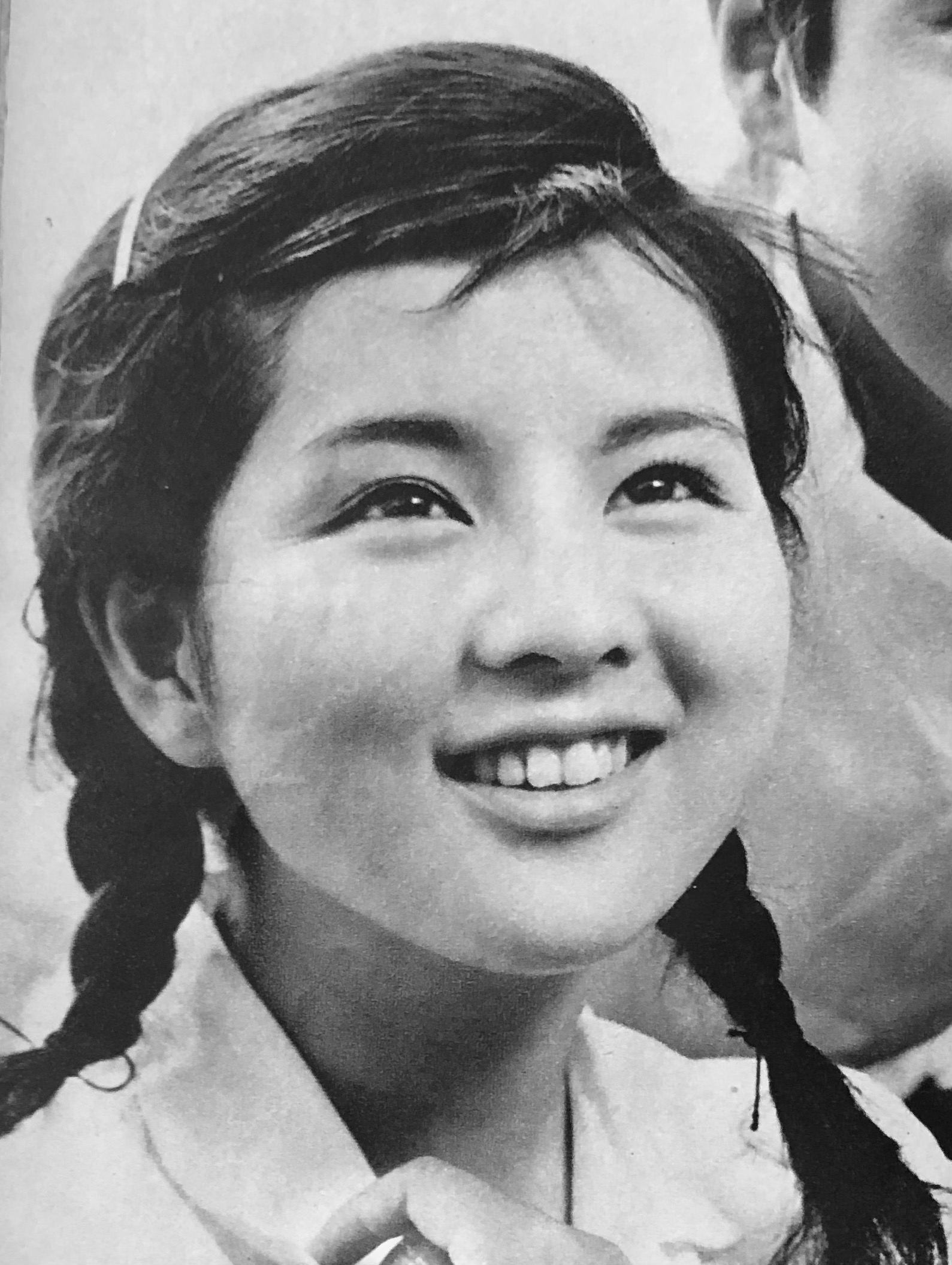
Sayuri Yoshinaga dans Utsukushii koyomi (1963).

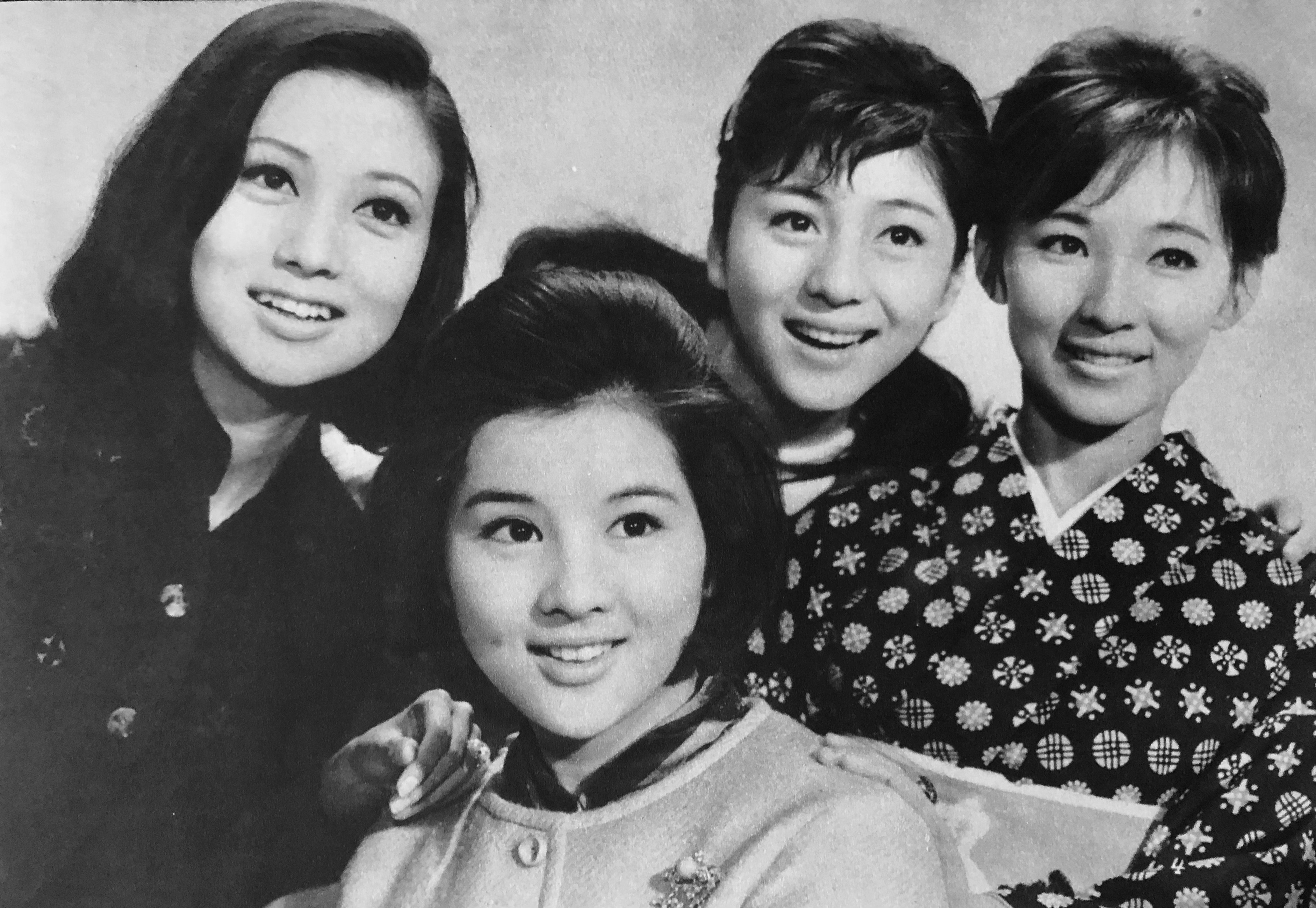
Ruriko Asaoka, Sayuri Yoshinaga, Masako Izumi et Izumi Ashikawa dans Wakakusa monogatari (1964).

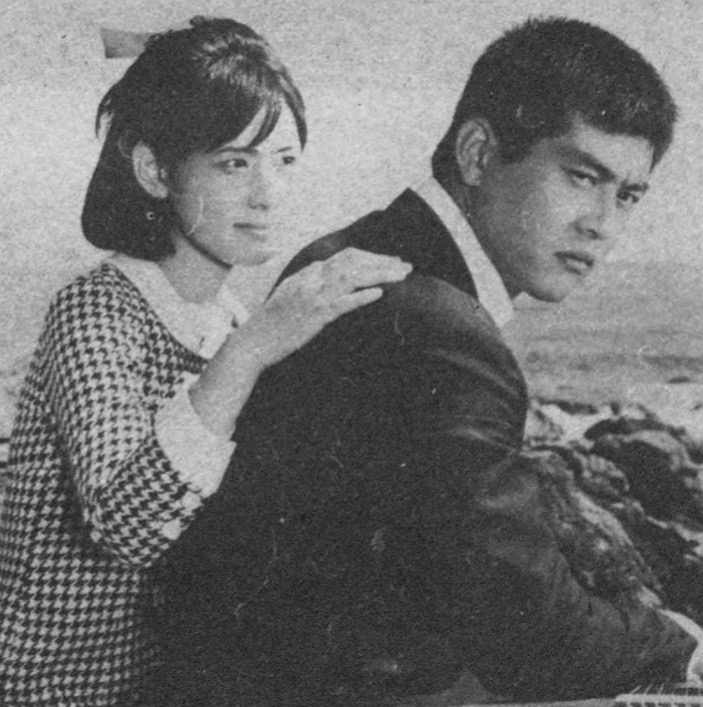
Chieko Matsubara et Tetsuya Watari dans Zoku Tōkyō nagaremono: Umi wa makka na koi no iro (1966).

Sauf indication contraire, la filmographie de Kenjirō Morinaga est établie à partir de la base de données JMDb.
- 1936 : Nisshoku wa chi ni somaru (日蝕は血に染む?) co-réalisé avec Toshihisa Sudō
- 1938 : Okiku-chan (お菊ちゃん?)
- 1939 : Bombardements (空襲, Kūshū?) co-réalisé avec Tomotaka Tasaka
- 1939 : Nichiyō hi no tawamure (日曜日の戯れ?) co-réalisé avec Ren Yoshimura (ja) et Masamitsu Igayama (ja)
- 1939 : Kyarako-san (キャラコさん?)
- 1940 : Chichi ni inoru (父に祈る?)
- 1941 : Kansei o abite (歓声を浴びて?)
- 1949 : Jigoku no fue (地獄の笛?) co-réalisé avec Fumindo Kurata
- 1953 : Mugi meshi gakuen (むぎめし学園?)
- 1953 : Gakusei shinjū (学生心中?)
- 1954 : Hana no yukue (花のゆくえ?)
- 1955 : Tsuki ga tottemo aoi kara (月がとっても青いから?)
- 1955 : Rikidōzan monogatari: Dotō no otoko (力道山物語 怒濤の男?)
- 1956 : Musume junrei: Nagare no hana (むすめ巡礼 流れの花?)
- 1956 : Wakai omawari-san (若いお巡りさん?)
- 1956 : Waka no hana monogatari: Dohyō no oni (若ノ花物語 土俵の鬼?)
- 1957 : Kōkō yonensei (高校四年生?)
- 1958 : Utsukushiki furyō shōjo (美しき不良少女?)
- 1958 : An-tokya doshaburi (あン時ゃどしゃ降り?)
- 1958 : Ama no ganshō (海女の岩礁?)
- 1958 : Otoko no burūsu (男のブルース?)
- 1958 : Wakare no tōdai (別れの燈台?)
- 1959 : Yogiri ni kieta chako (夜霧に消えたチャコ?)
- 1959 : Yogoreta kao (汚れた顔?)
- 1960 : Utsukushiki wakare no uta (美しき別れの歌?)
- 1960 : Asakusa shimai (浅草姉妹?)
- 1960 : Yami o saku kuchibue (闇を裂く口笛?)
- 1960 : Utsukushiki teikō (美しき抵抗?)
- 1961 : Hana to musume to shiroi michi (花と娘と白い道?)
- 1961 : Mune no naka no hi (胸の中の火?)
- 1961 : Maiko no jōkyō (舞妓の上京?)
- 1961 : Shiroi kumo to shōjo (白い雲と少女?)
- 1962 : Hitotsu no inochi (ひとつのいのち?)
- 1962 : Kimi koi shi (君恋し?)
- 1962 : Taiyō no yō ni akaruku (太陽のように明るく?)
- 1962 : Nakun janaize (泣くんじゃないぜ?)
- 1962 : Jūdai no kawa (十代の河?)
- 1963 : Donzoko datte heccharasa (どん底だって平っちゃらさ?)
- 1963 : Kōkan nikki (交換日記?)
- 1963 : Utsukushii koyomi (美しい暦?)
- 1963 : Mashiroki Fuji no ne (真白き富士の嶺?)
- 1964 : Kon'nichiwa 20-sai (こんにちは、２０歳?)
- 1964 : Shiosai (潮騒?)
- 1964 : Ā seishun no mune no chi wa (あゝ青春の胸の血は?)
- 1964 : Wakakusa monogatari (若草物語?)
- 1965 : Namida o arigatō (涙をありがとう?)
- 1965 : Seishun no otōri (青春のお通り?)
- 1965 : Boku dō shite namida ga deru no (ぼくどうして涙がでるの?)
- 1965 : Kenjū mushuku: Datsugoku no burūsu (拳銃無宿 脱獄のブルース?)
- 1966 : Kono niji no kieru toki ni mo (この虹の消える時にも?)
- 1966 : Seishun a go go (青春ア・ゴーゴー?)
- 1966 : Namida ni naritai (涙になりたい?)
- 1966 : Fūsha no aru machi (風車のある街?)
- 1966 : Hoshi no furamenko (星のフラメンコ?)
- 1966 : Zoku Tōkyō nagaremono: Umi wa makka na koi no iro (続・東京流れ者 海は真っ赤な恋の色?)
- 1967 : Yūhi ga naiteiru (夕陽が泣いている?)
- 1967 : Koibito o sagasō (恋人をさがそう?)
- 1967 : Hana to kaijitsu (花と果実?)
- 1967 : Ai wa oshiminaku (愛は惜しみなく?)
- 1968 : Koibito to yonde mitai (恋人と呼んでみたい?)
- 1968 : The Spiders no daisōdō (ザ・スパイダースの大騒動, Zu supaidāsu no daisōdō?)
- 1968 : Dare no isu? (だれの椅子？?)
- 1968 : Aru shōjo no kokuhaku: Junketsu (ある少女の告白 純潔?)
- 1969 : Yoru no mesu: Hana no inochi (夜の牝 花のいのち?)
- 1970 : Hana no tokkōtai: Ā sen'yū yo (花の特攻隊 あゝ戦友よ?)
- 1975 : Hana no kōni torio: Hatsukoi jidai (花の高２トリオ 初恋時代?)